# Diocese de Velletri-Segni
A Diocese de Velletri-Segni é uma das dioceses suburbicárias da Igreja Católica, uma das sete dioceses próximas a Roma a ter um status especial dentro da Igreja. Seu bispo titular é um dos cardeais da ordem dos bispos da Igreja Católica Romana. Em 1105 foi combinada com outra sede suburbicária, a de Óstia, o que perdurou até 1914. Em 1914 houve nova divisão e Velletri foi combinada com Segni.